# نیل پرویس و رابرت وید
نیل پرویس (متولد سال ۱۹۶۱) و رابرت وید (متولد سال ۱۹۶۲)، فیلمنامه‌نویسان بریتانیایی هستند که اغلب به‌خاطر همکاری در ساخت هفت فیلم از مجموعۀ فیلم‌های جیمز باند شناخته می‌شوند. همکاری آنان از سال ۱۹۹۹ با فیلم دنیا کافی نیست شروع شد و تا سال ۲۰۲۱ با فیلم زمانی برای مردن نیست ادامه داشت.

## فیلم‌شناسی
- اجازه دهید آن را داشته‌باشد (۱۹۹۱)
- گرگ‌نمای آمریکایی در پاریس (۱۹۹۷)
- پلانکت و ماکلین (۱۹۹۹)
- دنیا کافی نیست (۱۹۹۹)
- روزی دیگر بمیر (۲۰۰۲)
- جانی انگلیش (۲۰۰۳)
- بازگشت به فرستنده (۲۰۰۴)
- سنگسار (۲۰۰۵)
- کازینو رویال (۲۰۰۶)
- ذره‌ای آرامش (۲۰۰۸)
- اسکای‌فال (۲۰۱۲)
- اسپکتر (۲۰۱۵)
- اس‌اس- جی‌بی (۲۰۱۷)
- زمانی برای مردن نیست (۲۰۲۱)